# Попович Олександр Макарович
Попович Олександр Макарович (28 травня 1896, с. Драбів, Золотоніський повіт, Полтавська губернія — 29 січня 1918, Крути) — голова Сквирської повітової народної ради, полонений та розстріляний більшовиками після бою під Крутами.

## Життєпис
Походив з селянської родини.
У 1914 р. закінчив Золотоніську гімназію і того ж року вступив на механічне відділення Київського політехнічного інституту.
Активіст Української партії соціалістів-революціонерів та Селянської Спілки.
З початком Першої світової війни він працював у таємному українському «Червоному Хресті», товаристві допомоги бранцям-галичанам.
У 1916 р. поїхав в окуповану Росією Галичину, власне до Бережанського повіту, а потім — на Буковину, в район Кіцманя.
У 1917 р. працював повітовим інструктором-організатором Української Центральної Ради у Золотоніському та Сквирському повітах.
Обраний гласним (депутатом) повітової та київської губернської народних рад (аналог сучасних районної та обласної рад). Був кандидатом до Всеросійських та Українських Установчих Зборів.
Під час бою під Крутами 29 січня 1918 року потрапив у полон і був розстріляний більшовиками.
19 березня 1918 року похований на Аскольдовій могилі у Києві.